# Nokia 5300 XpressMusic

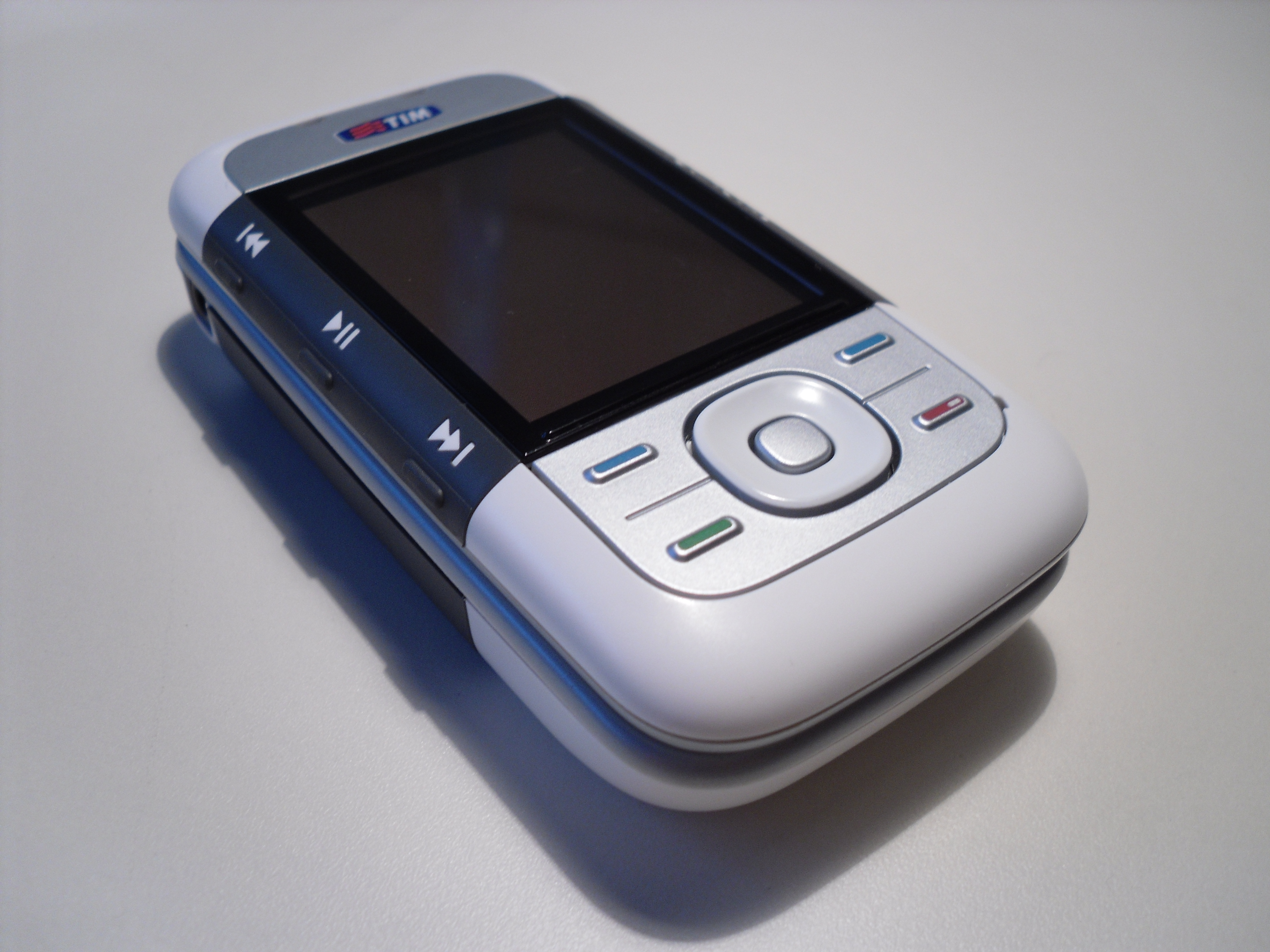
Nokia 5300 XpressMusic

Nokia 5300 XpressMusic är en mobiltelefon tillverkad av Nokia lanserad 2006.

## Funktioner
- Mp3-spelare
- Särskilda knappar som styr musikspelarfunktionen.
- Kamera med 1,3 megapixel och 8 gånger zoom.